# Albert Carlo Iversen
Albert Carlo Iversen (28. september 1895, Sankt Mortens Sogn, Randers – 29. juni 1944, Ryvangen, København) var en dansk dyrlæge og modstandsmand, han var et af medlemmerne af den kendte modstandsgruppe i Danmark under besættelsen, Hvidstengruppen. 
Albert var søn af Albert Sophus Henrik Iversen og Alberta Christensen.
Albert blev i 1943 medlem af Hvidstensgruppen, en gruppe som modtog sprængstof, våben og faldskærmsagenter. Han blev arresteret i marts 1944 og sammen med syv andre fra gruppen henrettet ved skydning i Ryvangen 29. juni 1944 af den tyske besættelsesmagt.